# Jüdisches Landschulheim Herrlingen
Das Jüdische Landschulheim Herrlingen wurde von dem Pädagogen Hugo Rosenthal 1933 auf dem Gelände und in den Einrichtungen des Landschulheims Herrlingen aufgebaut und dort auch bis 1939 betrieben. Trotz vieler Parallelen war die neue Einrichtung keine Fortführung des von Anna Essinger nach England verlegten Landschulheims, sondern eine Neugründung unter betont jüdisch-zionistischer Ausrichtung. Es war eines von drei Jüdischen Landschulheimen, die in Deutschland während der 1930er Jahre unter der Herrschaft der Nationalsozialisten existieren durften.

## Die Gründung
Zur Vorgeschichte gehört natürlich die Geschichte des „Landschulheims Herrlingen“ und dessen Verlegung nach England im Spätsommer 1933.
Anna Essinger, die mit ihrer Schülerschaft in England die Bunce Court School aufbaute, war nach Hildegard Feidel-Mertz davon überzeugt, „daß die in Deutschland verbleibenden jüdischen Kinder nunmehr einer anderen, bewußt jüdischen Erziehung bedurften“. Sie übertrug „diese Aufgabe, der sie selbst sich nicht gewachsen fühlte, dem Volksschullehrer Hugo Rosenthal (1889–1980), der einen undogmatischen Zionismus vertrat“.
Wann Anna Essinger, nachdem sie den Entschluss gefasst hatte, mit ihren Schülern nach England auszuwandern, über eine weitere Verwendung ihres Herrlinger Anwesens nachdachte, ist nicht bekannt. Doch war es nach Hugo Rosenthal sie (von ihm stets „Fräulein Essinger“ genannt), die sich während dieses Prozesses mit ihm in Verbindung setzte.

„Wir wussten voneinander, aber kannten uns nicht. Anfang August 1933, am gleichen Tage, an dem der letzte Möbelwagen die steile Wippinger Landstrasse hinab fuhr, traf ich zu einem 24 stündigen Besuch in Herrlingen ein. […] Wir besprachen in grossen Zügen die Voraussetzungen zur Übernahme ihres Anwesens. Doch nicht die finanziellen Fragen standen dabei im Vordergrund. Die würden gelöst werden oder sie würden nicht gelöst werden.
 In welcher Beziehung wird das neue Heim zur Besitzerin des früheren stehen, zu der ich in ein Pachtverhältnis treten musste, wird sich daraus eine Abhängigkeit anderer Art ergeben? Diese und ähnliche Grübeleien verflogen wie Rauch schon zu Beginn unserer Unterhaltung. Sie beabsichtigte das Anwesen ihrem Bruder in Ulm zu übergeben, der als Zionist nicht weniger interessiert sei als sie selbst, dass das Heim künftig der jüdischen Erziehung diene.“

Essinger und Rosenthal, für den die Aussicht auf eine Arbeit in einem Landschulheim die war, die er seit seiner „frühesten Erziehertätigkeit als die vollkommendste angesehen hatte“ waren sich schnell einig. Zwei große Probleme blieben dennoch zu klären: die Beschaffung von Geldmitteln für den Betrieb des Heims und dessen Duldung durch die neuen Machthaber.
Um die Schließung ihrer Schule zu vermeiden, hatte Anna Essinger ihre eigenen Auswanderungspläne nach außen hin völlig geheim gehalten und die Schule nicht geschlossen. Sie hatte also noch eine Betriebserlaubnis und schlug Rosenthal vor, „sofort mit der Ministerialabteilung in Stuttgart in Verbindung zu treten um die Erneuerung der Lizenz zur Führung eines Schulheimes zu erreichen“. Der Plan gelang – nicht zuletzt auch, wie Rosenthal glaubt, aufgrund des hohen Ansehens, das Anna Essinger immer noch bei der Behörde genoss. Mit Erlass des Kultusministeriums vom 20. September 1933 wurde dem Landschulheim Herrlingen Der Fortbestand in seiner bisherigen Form zugestanden. Im November 1933, Rosenthal hatte zuvor um Erlaubnis gebeten, einige an der Schule verbliebene „arische Kinder“ weiter unterrichten zu dürfen, nimmt das Kultusministerium mit Bezug auf eben diesen Erlass „von der Ausschliessung nichtarischer Schüler auf Grund des Gesetzes gegen die Überfüllung deutscher Schulen und Hochschulen Abstand, gibt aber andererseits nicht die Genehmigung zur Umwandlung des Landschulheims in eine rein jüdische Schule. Daraus folgt, daß gegen die Belassung der arischen Kinder im Landschulheim nichts einzuwenden ist und daß die Bezeichnung der Schule als ‚Jüdisches Landschulheim‘ unzulässig, zum mindestens verfrüht ist. Sie hat mit sofortiger Wirkung zu unterbleiben.“ Rosenthal hat sich an diese Auflage gehalten, woraus der Widerspruch resultierte, dass er immer nur für sein „Landschulheim Herrlingen“ Werbung betrieb, während dieses längst in der jüdischen Öffentlichkeit als „Jüdisches Landschulheim Herrlingen“ bekannt war.
Die wichtigste Aufgabe nach der Erlaubnis zur Weiterführung des Landschulheims war es, dessen organisatorische und die finanzielle Handlungsspielräume sicherzustellen. Hugo Rosenthal erwähnt in diesem Zusammenhang zwei Menschen, die ihm dabei besonders geholfen haben: seinen Freund Hans Beyth und Otto Hirsch. Hirsch, Präsident des Oberrats der Israelitischen Religionsgemeinschaft in Württemberg und Geschäftsführer der Reichsvertretung der Deutschen Juden, sicherte Rosenthal schon bei ihrer ersten Begegnung zu, die Betriebsmittel für das erste Halbjahr zu beschaffen. Hirschs Unterstützung war für Rosenthal umso wichtiger, als zum damaligen Zeitpunkt die jüdischen Organisationen für sich selber noch nicht die Notwendigkeit erkannt hatten, Auffangeinrichtungen für Kinder zu gründen, die aus dem staatlichen Schulwesen ausgegrenzt zu werden drohten. „Otto Hirsch gehörte zu den ersten, die die Notwendigkeit der Schaffung von Schulheimen anerkannten, in denen namentlich Kinder aus kleinen [jüdischen] Gemeinden erzieherische Zuflucht finden konnten. Auch er zweifelte nicht daran, daß Herrlingen, nach Überwindung der Anfangsschwierigkeiten ohne Hilfe existieren könne.“ Rosenthal rechnet es Hirsch sehr hoch an, dass er ihm auch den Rücken freihielt gegenüber den unterschiedlichen Strömungen und Interessen des deutschen Judentums, ihm aber auf Druck der jüdischen Verbände dennoch die Zusage nach „einer überparteilichen (auf deutsch: nichtzionistischen) Führung des Heims“ abverlangen musste. „So wenig sympathisch mir eine ausdrückliche Anerkennung der Forderung war (sie zeigte, wie weit entfernt das deutsche Judentum von einer Einsicht in den furchtbaren Ernst der Lage war), so bedeutete sie an sich keinen Kompromiß für mich. Was jene aus parteiischer Engherzigkeit wünschten, war mir grundlegende pädagogische Forderung.“
Hirsch und Rosenthal waren sich schon früh bewusst, dass das Landschulheim eine Einrichtung auf Zeit bleiben würde. Bereits in der Anfangszeit ihrer Bekanntschaft stellte Hirsch Rosenthal die Frage, wie viele Lebensjahre dieser dem Heim geben würde. „Prompt entgegnete ich: ‚Vier bis fünf Jahre‘, worauf er ebenso prompt: ‚Sagen wir fünf bis sechs.‘ Er behielt recht. Die Lebensdauer des jüdischen Landschulheims in Herrlingen betrug genau fünfeinhalb Jahre.“

## Die Aufgaben des Landschulheims
Hugo Rosenthals leitende Ideen für das Landschulheim entstammen seinem Verständnis von Zionismus und Reformpädagogik.
Was das praktisch zu bedeuten hat, erläutert er unter Bezugnahme auf den Schulprospekt in einem Artikel in der Jüdischen Rundschau vom 20. Oktober 1933:
 „1. Heimischmachung der Kinder im deutschen und jüdischen Kulturkreise.
 2. Ihre sprachliche Vorbereitung auf eine eventuelle Auswanderung.
 3. Vorbereitung auf handwerkliche, gärtnerische und hauswirtschaftliche Ausbildung im Rahmen der beruflichen Umschichtung der Juden.“
Während die ersten beiden Punkte klar auf Kinder und Jugendliche im Kontest eines Landschulheims zielen, ist das beim 3. Punkt so eindeutig nicht. Natürlich hat bei den meisten Landschulheimen die Förderung handwerklicher, gärtnerischer oder hauswirtschaftlicher – kurz: praktischer – Fertigkeiten immer schon eine große Rolle gespielt, doch Rosenthal stellt sie hier in den Kontext ‚der beruflichen Umschichtung der Juden‘. Das weist über die Funktionen eines Landschulheims hinaus, denn unter der beruflichen Umschichtung der Juden wird meistens die Umschulung der jüdischen (erwachsenen) Menschen verstanden, die von den Nazis Berufsverbot erhalten hatten und in Vorbereitung auf eine Auswanderung praktische Berufskenntnisse, in der Regel Grundkenntnisse in Landwirtschaft und Ackerbau, erwerben mussten. Die Umschichtung spielt aber auch im Rahmen der Hachschara eine Rolle, wo sie sowohl der beruflichen Umorientierung als auch der Herausbildung eines ‚neuen jüdischen Menschen‘ dienen sollte, dessen künftiges Wirkungsfeld in Eretz Israel zu liegen habe. Und in der Tat wurde das Landschulheim Herrlingen nach einiger Zeit von der zionistischen Dachorganisation als Hachscharah-Zentrum anerkannt, in dem vor allem junge Frauen auf ein Leben im Kibbuz vorbereitet worden seien.
In dem zitierten Artikel skizziert Rosenthal zugleich seine Vorstellungen darüber, in welcher Form die sich dem Landschulheim stellenden Aufgaben gelöst werden können. Die Heimischmachung in der jüdischen Kultur ist in erster linie Aufgabe des Unterrichts. Es ist für ihn selbstverständlich, dass „die Kinder mit den Kulturgütern des deutschen Volkes aufs innigste vertraut“ gemacht werden sollen – und das in der Fortführung der Tradition des Landschulheims durch die Pflege von Musik, Kunst und Literatur. Dieser schulpädagogische Unterbau soll seine Ergänzung erfahren durch eine dezidiert jüdisch-kulturelle Bildung. Da zu zählt für Rosenthal an erster Stelle die Förderung der hebräischen Sprache, dann die Unterrichtung der Kinder in jüdischer Geschichte und Judentumskunde. Damit das nicht abstrakte Wissensvermittlung bleibt, muss als weiterer Baustein die Erfahrung jüdischen Lebens hinzukommen. „Das Kind soll mit dem jüdischen Kalender wieder vertraut werden. Sabbat, Feste, Halbfeiertage sollen nicht nur Gegenstand unterrichtlicher Belehrung sein, sie sollen auch ein das Gefühl und die Sinne der Kinder beeindruckende Gestaltung finden im Leben des Landschulheims.“
Die Vorbereitung auf eine eventuelle Auswanderung ist primär an das Erlernen von Fremdsprachen gebunden, wobei Rosenthal davon ausgeht, dass nicht nur Palästina Auswanderungsziel werden kann. Neben Neu-Hebräisch, verbunden mit Palästinakunde, offeriert er auch Englisch und Französisch, „sowie die Belehrung über die Lage der Juden in den verschiedenen Ländern der Welt“.
Nach Rosenthals Auffassung bietet das Landschulheim auch für die Vorbereitung auf die berufliche Umschichtung gute Voraussetzungen, und das in zweifacher Hinsicht. Zum einen würden Werkstätten, Gärtnereien etc. bestehen, die für einen Werk-, Gartenbau- oder Hauswirtschaftsunterricht notwendig wären, zum anderen böte die Versorgung das Landschulheims mit seinen etwa siebzig Personen auch hinreichend Gelegenheit, das Erlernen praktischer Fertigkeiten unter realen Bedingungen zu Vollziehen. Allerdings unterstreicht Schachne, dass trotz günstiger Voraussetzungen die praktische Kurse nie zu befriedigenden Ergebnissen geführt hätten. „Wie weit dabei die Zusammensetzung der Schülerschaft oder die geringe Wertschätzung manueller Arbeit bei Kindern und Eltern eine hemmende Rolle spielte, läßt sich schwer ergründen.“
Im Oktober 1933 ist sich Rosenthal aber noch sicher, dass „das jüdische Landschulheim in Herrlingen die Möglichkeit [bietet], eine innere Konsolidierung des deutschen Judentums vorzubereiten durch die Erziehung jüdischer Persönlichkeiten, die, fest im Judentum verwurzelt, sich doch die Aufgeschlossenheit unserer Umwelt gegenüber bewahren, die unser Leben als ›Juden im deutschen Raum‹ von uns fordert.“
Das Protokoll einer Lehrerkonferenz vom 16. Juli 1935 zeigt, dass dieser konzeptionelle Rahmen immer wieder Diskussionen ausgesetzt war, die durch äußere Einflüsse (Schulaufsicht) ebenso bedingt waren wie durch unterschiedliche Auffassungen innerhalb des Kollegiums. Eine Akzentverschiebung thematisiert Rosenthal in dieser Konferenz selber: die Umwandlung des Landschulheims von „einer Anstalt, die europäischer Bildung dient, in eine, die jüdischer Bildung dient“. Die sich daran anschließende Diskussion drehte sich um die Frage, in welcher Form jüdischer Stoff in den Unterricht einbezogen werden können, und gegebenenfalls zu Lasten welcher anderer Unterrichtsstoffe. Am Beispiel des Französischunterrichts wurde diskutiert, ob zu diesem das Kennenlernen der französischen Kultur unabdingbar dazu gehöre, oder ob deren Kennenlernen zu Gunsten der Vermittlung jüdischer Kulturinhalte auch im Französischunterricht zurückgefahren werden müsse, wodurch der Erwerb der französischen Sprache eher in Richtung eines nur noch technischen Spracherwerbs degradiert würde. Rosenthal plädiert für ein „sowohl als auch“: Kennenlernen des französischen Kulturkreises unter Inkaufnahme möglicher Beeinträchtigungen und verstärkte Einbindung jüdischer Bildungsinhalte auch im Französischunterricht. Rosenthal, so das Protokoll, sehe die Aufgabe des Landschulheims darin, „unsere aus unjüdischem Milieu stammenden Kinder mit allen Mitteln jüdisch zu machen“. Er verwies auf die Notlage, in der die Schule sich befinde, und darauf, dass es wichtig sei, „unseren Kindern, die ‚im Grenzlande‘ in zwei Kulturkreisen lebten, ihre jüdische Bezogenheit, wo auch immer, deutlich zu machgen. Der Versuch dazu sei bei uns [im Landschulheim], wo immerhin viele wollten, noch nicht gemacht.“
Angesichts dieser starken Betonung jüdischer Werte und Kultur als übergeordnete Unterrichtsinhalte und Unterrichtsziele weist Schachne darauf hin, „daß weder der Herrlinger Unterricht noch das Leben in der Gemeinschaft Erziehung zu einem nationalen Judentum bedeutete. Es war selbstverständlich, daß die Gründe für die Entwicklung des Zionismus, seine Bedeutung für das deutsche Judentum und die intensive Beschäftigung mit Palästina in all seinen Aspekten – insbesondere dem einer möglichen neuen Heimat im Unterschied zu einem neutralen Auswanderungsziel – den entsprechenden Platz im Unterricht fanden. […] Zu keiner Zeit jedoch wurde der Zionismus in Herrlingen als die einzig gültige Lösung für das Fortleben jüdischer Existenz hingestellt.“

## Das Konzept derLernzeiten
Es wurde oben schon erwähnt, dass das Vertrautsein mit dem jüdischen Kalender und das Feiern jüdischer Feste wichtige Bildungsziele bildeten. Diese Versuche zur religiösen Gemeinschaftserziehung waren Rosenthal wichtig, doch sie waren auch nicht einfach zu realisieren, denn viele Kinder hatten am Anfang ihrer Herrlinger Schulzeit keine oder nur geringe innere Beziehungen zum Judentum. Zusätzliche Schwierigkeiten erwuchsen daraus, dass die jüdische Liturgie Mädchen keine Gleichberechtigung zubilligte, was wiederum im Widerspruch zu der im Landschulheim praktizierten ko-edukativen Erziehung stand. Wie ernst diese Frage selbst von einem so weltoffenen Menschen wie Hugo Rosenthal genommen wurde, zeigt sich daran, dass er sich im Oktober 1935 an Leo Baeck wandte, um von diesem die halachische Frage klären zu lassen, in welcher Form Mädchen das Tischgebet sprechen dürfen.
Schachne macht darauf aufmerksam, dass das Konzept der religiösen Unterweisung auch innerhalb des Kollegiums nicht durchweg unterstützt wurde.

„Der Majorität der Lehrer und Mitarbeiter fehlte es weder an gutem Willen noch an der notwendigen Bereitschaft zum Verständnis jüdischer Religiosität und jüdischen Brauchtums. Es waren vielmehr die festgeformten Anschauungen und Überzeugungen reifer Menschen, denen ihre Herkunft und ihre westeuopäische Bildung im Wege stand und gewissermaßen den Zugang zu einer ihnen fremdartigen Welt versperrten. So gab es stets einen Kreis von Erwachsenen gleicher Denkungsart, die der Leitung kritisch und zweifelnd in diesen Bemühungen gegenüberstanden. Es kam niemals zu einer scharfen Trennung, denn es bestanden allerlei wesentliche Brücken, die verbindend wirkten und für freundschaftliche, positive Zusammenarbeit sorgten. Aber es war verständlich und ergab sich von selbst, daß viele der älteren Schüler, die ähnlich empfanden, sich zu dieser Gruppe der Erwachsenden häufig hingezogen fühlten.“

Gleichwohl rückte Rosenthal nicht davon ab, ausgehend von den jüdischen Festtagen wie Pessach, Schawuot oder Chanukka ein Konzept zu entwickeln und zu praktizieren, das das „Ineinandergreifen von Schule und Leben, von jüdischem Lernen und Feiern in der Gemeinschaft“ ermöglichen sollte. Dieses Konzept der Lernzeiten wird von Feidel-Mertz folgendermaßen umrissen:

„Rosenthal organisierte daher über die einfallsreiche Nutzung des jüdischen Festkalenders hinaus mehrwöchige ‚Lernzeiten‘, in denen jüdisches Wissen in Blöcken konzentriert und anwendungsbezogen erarbeitet werden konnte. Im zeitlichen Zusammenhang mit den Feiertagen wurde der reguläre Unterricht völlig durch den intensiven und extensiven Umgang mit Religion und Geschichte des Judentums ersetzt. Rosenthal orientierte sich dabei am Modell der ‚Lernzeiten‘, die Martin Buber in die jüdische Erwachsenen- und Lehrerbildung eingeführt hatte.“

Welche Resonanz dieses Konzept unter den Schülern des Landschulheims fand und welche Nachhaltigkeit es bei diesen bewirkte, ist schwer zu sagen. Unter Berufung auf einen bei Schachne abgedruckten Beitrags eines Schülers in der Sondernummer der Herrlinger Schulzeitung vom Januar/Februar 1938 (einer Sondernummer aus Anlass des 60. Geburtstags von Martin Buber) konstatiert Feidel-Mertz eine „gewisse Überforderung“ der Kinder durch das Konzept der Lernzeiten. In dem Beitrag wird allerdings differenzierter argumentiert. Der Autor verweist sehr wohl auf die Überdrüssigkeit der ständigen Auseinandersetzungen mit den „ewigen Fragen des Judenseins“. Er reflektierte Überflüssigkeit aber vor dem Hintergrund der Herkunft vieler Schüler aus assimilierten Familien und der damit verbundenen Entfremdung von jüdischen Gebräuchen. Er zeigt aber auch, wie Rosenthals pragmatischer Ansatz, „versucht es doch, macht mit, eines Tages werdet ihr den Sinn erfassen“, trotz anfänglicher Lernwiderstände bei vielen Schülern Interesse an der Klärung jüdisch-religiöser Fragen zu wecken verstand. „Hugo Rosenthal und Saxo, denen wir in erster Linie für die Lernwochen Dank schulden, forderten von uns keine Entscheidung, so oder so, nur das Eine, diese ewige Anrede, dies tägliche Sichbewußtsein darüber, das wollten sie uns wieder neu geben, und dazu sollten uns die Lernzeiten eine Hilfe sein.“ Der Beitrag schließt mit einem Absatz, in dem noch einmal die konzeptionellen Schwierigkeiten (im Sinne von Überforderungen) mit dem Gewinn durch die Lernzeiten abgewogen werden:

„Das ganze Herrlinger religiöse Leben ist nur ein Versuch und es ist schwer, Kinder rein gedanklich der Religion wieder zuzuführen, wenn sie nicht gefühlsmäßig in ihr groß geworden sind, so wurden diese Schwierigkeiten besonders deutlich in den Lernzeiten. Die jüngeren mochten oft den ‚Liturgischen Gesang‘ nicht mehr und die Gottesdienste waren ihnen manches Mal zu langweilig, weil sie eben nicht mehr ganz mitkamen. Ich betone das absichtlich auch, damit man auch die Schattenseiten sieht. Trotz all den Bedenken glaube ich doch, und sehe es, umso mehr Abstand ich dazu gewinne, wieviel persönlich die Lernzeiten gegeben haben und daß es uns ein schöner Anfang war, auf der Suche nach einem
jüdischen Weg.“

## Das SystemKahal
Auch das Modell der in Herrlingen praktizierten Schülermitbestimmung wurde von Rosenthal an jüdische Traditionen gebunden. In Anlehnung an die jüdische Gemeindearbeit versuchte er, das Modell der Kahal, das Muster autonomer jüdischer Gemeindeverwaltungen, auf den Alltag des Landschulheims zu übertragen. Die Schüler wurden in Gruppen eingeteilt, die gemeinsam Aufgaben übernahmen oder ihre Freizeitgestaltung organisierten. Über diesen Gruppen aber stand der Kahal, der Schülerrat, das eigentliche Instrument der Schülermitverwaltung. Dort wurde über Tagesfragen und Gemeinschaftsprobleme diskutiert und entschieden, doch war die Teilnahme daran nur auserwählten Schülern möglich. Der Kahal war nur denen zugänglich, die das Recht dazu durch besondere Pflichterfüllung in der Grupp oder in der Allgemeinheit erworben hatten. Sie wurden nicht gewählt, sondern ernannt. Rosenthal verteidigt dieses Konzept mit dem Verweis darauf, dass sich unter den Schülern des Landschulheims viele Kinder befänden, „deren Gemeinschaftsgefühl durch gewisse Ursachen gestört ist. […] Solche Kinder brauchen lange Zeit, bis sie den Forderungen einer Gemeinschaft genügen können. Ein weiterer Umstand erschwert die Gemeinschaftserziehung bei uns. Infolge der aus der Lage der Juden sich in Deutschland ergebenden starken Wechsels wird diese Erziehung vielfach in dem Augenblick unterbrochen, in dem eine Änderung in der Haltung des Schülers spürbar wird. Daher kommt es, daß das Ziel der Gruppenerziehung, die Aufnahme in den Kahal, nur von wenigen erreicht wird.“
Dass Rosenthal trotz vieler Kritik an dem Konzept des Kahal festhielt, hat nach Schachne mit seinem Begriff von Autorität zu tun. Für ihn hat Autorität „in der Geschichte der jüdischen Religionsnation eine Prägung erfahren, die ihn von dem gleichen Begriff bei anderen Völkern erheblich unterscheidet. Es gab von je eine oberste Autorität: das Religionsgesetz. Niemals durfte ein Mensch Anspruch auf Gefolgschaft und Unterordnung aufgrund seines überlegenen Willens erheben. Nur insofern in seiner Person das Gesetz aufstand, hatte er Macht über den Menschen, die er in dem Augenblick unweigerlich verloren hätte, in dem er selbst dem Gesetz nicht mehr gehorchte. Es gab also im eigentlichen Sinne keine persönliche Autorität, vielmehr eine Autorität der Institution, hinter der allerdings die Autortät des Gesetzgebers, Gottes, steht. […] Die Autorität des Religionsgesetzes ist bei dem größten Teil der westlichen Judenheit erschüttert. […] Das ist eine Erscheinung, die bei der Erziehung jüdischer Kinder in Rechnung zu setzen ist.“ In Herrlingen sollte der Kahal diese Autorität verkörpern, und nur durch die Unterordnung unter ihn konnten demokratische Prinzipien fruchtbar und pädagogischen Anforderungen gerecht werden.
Schachne konstatiert, dass der Kahal in Herrlingen eine umstrittene Einrichtung gewesen sei. Ihre Kritik thematisiert nicht direkt Rosenthals Autoritätsbegriff, sondern gilt dem Prinzip der Auswahl und Ernennung, das in von ihr zitierten Schülererinnerungen häufig als intransparent beschrieben wurde, so zum Beispiel von Ernst Fraenkel (siehe unten) oder Friedrich August Tuchmann. Grundsätzlicher urteilt Peter W. A. Schmidt: „Wohl am wenigsten erfolgreich waren Rosenthals Versuche der Erziehung durch Gruppenerziehung in einer eliteorientierten Anlehnung an die Organisationsform der jüdischen Gemeinden in Osteuropa, Kahal genannt. Sie spaltete die Schülerschaft eher, als daß sie einte und erzog.“ Hier wird in unzulässiger Weise die in Herrlingen praktizierte Gruppenerziehung, die stark auf reformpädagogische Elemente verweist, mit dem System Kahal gleichgesetzt. Schmidts Kritik hat zweifellos ihre Berechtigung in Bezug auf den Kahal, nicht aber in gleicher Weise auf dessen Unterbau, die Gruppen und das Gruppenleben. Schachne verweist auf die Herrlinger Schülerzeitung, in der der Kahal kaum oder nur negativ eine Rolle gespielt habe, während das Gruppenleben dort immer wieder positiv beschrieben worden sei und sich sowohl bei den Schülern als auch bei den Lehrern großer Beliebtheit erfreut habe. Der ehemalige Lehrer Klaus Dror (Dreyer) stellt der „gewissen Selbstverwaltung (Kahal)“ „die Unterteilung in mit größtmöglicher Freiheit zusammengestellte »Gruppen«, die unter der Verantwortung eines Lehrers standen“, gegenüber. Diese Gruppen, die auch Tischgruppen während der Mahlzeiten bildeten „und sich zu kulturellen, sportlichen oder gesellschaftlichen Tätigkeiten trafen“, waren häufig „Familien ähnlich aufgebaut, d. h. sie stellten einen Alters- (und Schulklassen)Querschnitt dar, so daß sie als ein gewisser Familienersatz angesehen werden konnten“.

## Die Entwicklung des Landschulheims
Das Landschulheim Herrlingen, das dem Namen nach kein jüdisches sein durfte, eröffnete am 16. Oktober 1933 mit 23 Schülern: 6 Internatsschülern und 17 Tagesschülern aus den benachbarten Kinderheimen von Clara Weimersheimer und Käthe Hamburg. Insbesondere um die Pflegekinder von Käthe Hamburg, von denen einige „arische Kinder“ waren, drehte sich der Schriftwechsel mit der Schulaufsicht, der dazu führte, dass die arischen Kinder zwar an der Schule bleiben durften, das Landschulheim sich aber nicht Jüdisches Landschulheim nennen durfte (siehe oben). Zu den 17 Tagesschülern zählte auch das „arische“ Kind der an der Schule verbliebenen Schulsekretärin und die „arische“ Tochter des auf dem Gelände lebenden Gärtners und dessen Frau, die als Schulköchin arbeitete.
Rosenthals Schulbericht für die Zeit vom Oktober 1933 bis zum 15. Februar 1934 berichtet bereits von 38 Kindern, von denen 18 im Internat lebten. Sie wurden von insgesamt 8 Lehrern unterrichtet, darunter auch Rosenthals Frau Judith, die den Musikunterricht erteilte, und Käthe Hamburg, die, wie schon in Anna Essingers Zeiten, als Mathematiklehrerin lehrte. Rosenthal weist auf die besondere Verantwortung hin, auch für „Schüler aus dem Kreise der Minderbemittelten“ einen Platz an der Schule vorzuhalten und hofft auf die Unterstützung privater Stiftungen, da die Mittel der jüdischen Verbände für eine derartige Unterstützung zu beschränkt seien.
Nach den Osterferien 1934 kamen 40 weitere Schüler ins Landschulheim, darunter auch Kinder aus jüdisch-konservativen Kreisen. Um die kostspielige und aufwändige Zubereitung nach den Regeln der koscheren Küche zu umgehen, wurde vegetarisch gekocht. Infolge dieser Entwicklung erhöhte sich auch die Zahl der Lehrkräfte, von denen einige noch problemlos im Dorf Herrlingen eine Wohnung fanden. Ebenfalls an die Schule kamen jetzt die sogenannten Praktikanten, die in dem Hachscharah-Zentrum auf die Auswanderung nach Palästina vorbereitet wurden (siehe oben).
1933 hatte Martin Buber nach der Machtübernahme der Nationalsozialisten seine Professur an der Frankfurter Universität niedergelegt und beteiligte sich danach am Aufbau einer Mittelstelle für jüdische Erwachsenenbildung bei der Reichsvertretung der Deutschen Juden. Die Mittelstelle war eine von 1934 bis 1938 tätige jüdische Bildungseinrichtung, deren Hauptziel es war, den deutschen Juden die Möglichkeit zu geben, ihre jüdische Identität zu stärken. Das traf sich gut mit den Zielen Rosenthals, der zudem von Buber das Konzept der Lernzeiten übernommen hatte. So erstaunt es auch nicht, dass vom 10. bis zum 13. Mai 1934 Buber im Landschulheim eine Tagung der Mittelstelle abhielt, auf der deren Leitungskreis konstituiert wurde. Im Mai 1936 wurde das Landschulheim-Gebäude Haus Breitenfels in „Martin Buber Haus“ umbenannt, nachdem schon im Juli 1934 das Haupthaus nach dem Tod des Dichters Chaim Nachman Bialik in „Bialik Haus“ umbenannt worden war. Gegen Ende des Schuljahres 1934/35 wurde im Zusammenhang mit einer Lernwoche aus Anlass des achthundertjährigen Geburtstags des jüdischen Philosophen Maimonides ein weiteres Gebäude in Ramban Haus umbenannt.
Im Jahre 1935 trat Wilfrid Israel auf die Bitte von Rosenthal in den Vorstand des Landschulheims ein. Ob sich Israel auch finanziell in Herrlingen engagierte, ist nicht bekannt; Shepherd führt nur aus, dass das Heim ihm „besonders am Herzen“ gelegen habe.
In seinem Bericht über das Schuljahr 1935/36, der für die staatliche Schulaufsicht verfasst worden war, aber auch den Eltern zugänglich gemacht wurde, berichtete Rosenthal von den Schwierigkeiten, im Schulalltag das Gemeinschaftsleben zu fördern. Gründe hierfür sieht er in dem an sich positiven Anstieg der Schülerzahl, aber auch in der Heterogenität der Schülerschaft. Er plädiert für Geduld und verweist auf das Beispiel älterer Schüler, die sich von sich aus bemüht hätten, den Neuen klarzumachen, „was mit Landschulheim gemeint sei“. Er berichtete auch über die Unterrichtsorganisation, die sich in einem Landschulheim von der altershomogenen Klassenstruktur weg bewegen müsse hin zu einem an den unterschiedlichen Kenntnissen der Schüler ausgerichteten Kurssystem, und bereitete auf einen noch einschneidenderen Umbruch vor: die Abkehr von einer primär auf eine akademische Ausbildung zielenden schulischen Ausbildung. ER begründete dies mit dem Ausschluss der Juden aus den deutschen Hochschulen und „der in Veränderung begriffenen Weltlage der Juden“. Damit habe die höhere Schule als Schule, die zum Studium berechtige, für Juden ihren Wert verloren, nicht aber als Einrichtung, die die bestmögliche Bildung vermittle. „Das alte jüdische Streben, den Kindern das Bestmögliche auf den Weg zu geben, darf keinesfalls verloren gehen. Es muß aber ergänzt werden durch eine den praktischen Erfordernissen in weitem Ausmaße Rechnung tragende Unterweisung.“ Der Oberrealschulzweig in Herrlingen, der den mehr wissenschaftlich Begabten offenstünde, solle nicht abgesetzt, sondern durch einen Zweig ergänzt werden, „der theoretische und praktische Unterweisung der Schüler vereinen soll“. Aufgrund der Ausstattung der Schule böten sich für diese praktische Unterweisung, die keine Lehre ersetzen könne oder wolle, die Felder Buchbinderei, Schreinerei, Schlosserei, Gartenbau „und für die Mädchen Hauswirtschaft“ an.
Schachne spricht von einem streng geregelten Tagesablauf, der den Schulunterricht und eine Vielzahl praktischer Pflichten umfasse. Zu letzteren Zählen die vielen Dienste, die die Schüler im Landschulheim übernehmen mussten, weil nur so dessen wirtschaftliches Überleben gewährleistet werden konnte. Dazu zählten zum Beispiel:
- Der Tischdienst. „Der Tischdienst besteht aus sechs Gruppen. Jede Woche haben zwei Gruppen Dienst, eine morgens und abends, die andere mittags und bei den Vesprern. Diese beiden Gruppen kommen alle drei Wochen an die Reihe, nur wechseln sie jetzt die Mahlzeiten. In jeder Gruppe sind sieben Kinder, da im Speisesaal sieben Tische sind. Einer von den sieben ist der Tischdienstführer. Er ist verantwortlich dafür, daß die Gruppe ordentlich arbeitet.“[19]
 Gewissermaßen ein Unterdienst des Tischdienstes ist der Krankendienst, der dafür sorgen muss, dass kranke und bettlägerige Kinder mit Essen versorgt werden.
- Der Schuldienst. Er wurde von einer älteren Schülerin oder einem älteren Schüler geleitet, und dieser „Schuldienstleiter hat dafür zu sorgen, daß vor jeder Stunde der Raum sich in tadellosem Zustand befindet; Boden, Tische, Stühle und Tafel müssen sauber, Kreide und Schwamm vorhanden sein“.[19]
- Der Säuberungsdienst ist vor allem für die Sauberkeit auf dem Gelände verantwortlich.
- Der Bürodienst hatte die Schulsekretärin zu entlasten und war vorrangig für die Verteilung der eingehenden Post, die Portokontrolle der ausgehenden Post und die Ausgabe der Schulmaterialien verantwortlich.
- Der Hausdienst umfasste die Ordnung in den eigenen Zimmern ebenso wie die Reinigung der Häuser.

Wie das Beispiel des Tischdienstes zeigt, waren diese Dienste durchaus hierarchisch organisiert, arbeiteten unter der Anleitung eines „Leiters“ oder eines „Führers“ (!) und verfügten nicht selten über ein akribisch ausgearbeitetes Reglement, in dem selbst Teilfunktionen wie Fenster öffnen, Tafel wischen oder Stühle gerade stellen genauestens vorgegeben waren. Und wenn das dennoch nicht zu den gewünschten Resultaten führte, dann konnte es auch sein, dass schon mal eine „Ordnungswoche“ angesetzt wurde.
Der Aufenthalt im Landschulheim stellte also an die Schüler hohe Ansprüche, die weit über das hinausgingen, was an einer Tagesschule üblich gewesen sein dürfte. Dennoch ging die positive Entwicklung der Einrichtung kontinuierlich weiter: die Schülerzahlen stiegen, und damit auch die Anzahl der Lehrer, das Schulgebäude musste erweitert werden. Die zuvor erwähnten „Dienste“ waren natürlich ein wichtiger Faktor in dem Bemühen, die Kosten niedrig zu halten, doch waren Zuschüsse jüdischer Einrichtungen ebenso notwendig wie niedrige Gehälter für das gesamte Personal. Eine weitere Einnahmequelle hatte sich das Landschulheim allerdings für die Zeiten der Ferien erschlossen. Vor allem in den Sommerferien kamen viele Kinder aus Städten zu Besuch und wurden während ihres Aufenthalts von Studenten der Jüdischen Lehrerbildungsanstalt Berlin betreut. Auch Treffen und Tagungen, ähnlich der der Mittelstelle, fanden statt und dienten ebenfalls der finanziellen Entlastung. In den Osterferien 1936 hielt die Makkabi-Bewegung ein Trainingslager im Bialik Haus ab.
Im Jahr 1935 besuchten 78 Kinder das Landschulheim. Doch es herrschte eine starke Fluktuation, sowohl unter der Schülerschaft als auch im Kreise der Lehrer. Unter anderem verließ auch Clara Weimersheimer mit ihren Kindern Herrlingen und wanderte nach Palästina aus. Durch Neuzugänge erhöhte sich aber die Schülerzahl im Landschulheim zum Ende des Schuljahres 1935/36 auf 95, wozu dann noch 15 externe Tagesschüler aus Herrlingen und Ulm hinzukamen. Die wirtschaftliche Situation war einigermaßen konsolidiert: bauliche Erweiterungen, unter anderem der Neubau eines Pavillons mit zwei Schulräumen und der Anbau einer Krankenstation mit vier Zweibettzimmern, waren möglich, und Teilstipendien für besonders bedürftige Kinder konnten vergeben werden. Das alles geschah ohne öffentliche Zuschüsse, doch auch mit der Unterstützung von Hilfsfonds und Stiftungen. Die Durchschnittseinnahmen je Kind lagen bei 108 Reichsmark, die Lehrergehälter zwischen 150 und 200 Reichsmark.
Im Schuljahr 1936/37 wurden 80 Schüler als Heimschüler gezählt und weiter 24 Kinder aus Herrlingen und Ulm als Tagesschüler. Die wirtschaftliche Situation der Einrichtung war so gut, dass sie weiterhin ohne Zuschüsse auskommen konnte, und für besondere Anschaffungen reichten die Einnahmen der Ferienkinder aus. Der Umbruch kam im Schuljahr 1938/39. Der Anschluss Österreichs hatte bereits einen starken Rückgang der Schülerzahlen bewirkt, das Münchner Abkommen verstärkte diese Entwicklung. Für jüdische Eltern ging es nun darum für sich und ihre Kinder – oder wenigstens nur für diese – einen sicheren Hafen außerhalb des Deutschen Reichs zu finden. Die Novemberpogrome 1938 hatten auf die Schule keine Auswirkungen, doch die Schülerzahl sank auf 25, Neueintritte blieben aus. Hugo Rosenthal wollte das Landschulheim eigentlich schon am 1. Dezember 1938 schließen, doch es gab noch eine letzte Unterstützung durch die jüdischen Verbände, wodurch die anvisierte Schließung noch einmal abgewendet werden konnte. Ostern 1939 aber führte an der Schließung des Landschulheims kein Weg mehr vorbei. Mit einem Brief vom 1. April 1939 setzte Hugo Rosenthal die Schulaufsicht davon in Kenntnis. Damit endete nach 28 Jahren die Geschichte der Landschulheime in Herrlingen. Die Gebäude wurden anschließend als jüdisches Zwangsaltersheim genutzt.
Hugo Rosenthal und seine Frau Judith, die ihren Mann schon früher zur Ausreise gedrängt hat, sich aber nicht durchsetzen konnte, verließen im August 1939 das Deutsche Reich in Richtung Palästina.
Die Gebäude des Landschulheims wurden nach dem Schulbetrieb bis Sommer 1942 als Jüdisches Altersheim Herrlingen genutzt.
Nach dessen zwangsweiser Schließung richtete die Stadt Ulm im ehemaligen Haupthaus ein städtisches Altersheim für arische Mitbürger ein. Ein Gebäude, das Haus Wippinger Steige 13 (heute: Erwin-Rommel-Steige 13), in dem von 1921 bis 1926 Gertrud Kantorowicz lebte, bevor es von Anna Essinger gekauft worden war, wurde von 1943 bis 1945 von der Familie des in Ungnade gefallenen ehemaligen Hitler-Getreuen Erwin Rommel bewohnt. Rommels Mythos hat bis weit in die 1990er Jahre hinein die Erinnerungen an die Landschulheime und das Altersheim überlagert.

„Nachdem der (Ende 2002 verstorbene) Ulmer Behindertenschulleiter Heinz Krus in den 1970er-Jahren eine Wohnung im ehemaligen Haupthaus erworben hatte, wunderte er sich über gelegentliche Besuche ehemaliger Landschulheimschüler. Als ihm die denkwürdige Vergangenheit seines Wohnhauses bewusst geworden war, initiierte er 1985 die Gründung des Vereins „Haus unterm Regenbogen“. Dessen „Arbeitskreis Landschulheime“ machte sich daran, die reformpädagogische und jüdische Geschichte Herrlingens zu beleuchten. Das „Haus unterm Regenbogen“ entwickelte sich seither zu einem Zentrum kultureller und politischer Aktivitäten, das die Ergebnisse seiner Erinnerungsarbeit in einer kleinen Schriftenreihe herausgibt. Die Gemeinde Blaustein nahm immer wieder Impulse aus dem Arbeitskreis auf und ließ beispielsweise in den 1990er-Jahren das dunkelste Kapitel der Herrlinger Geschichte über das jüdische Altersheim aufarbeiten.“

Dem Verein „Haus unterm Regenbogen“ ist es zu verdanken, dass heute zahlreiche Gedenktafeln an die Geschichte der Häuser erinnern, die einst zu den Landschulheimen gehörten oder ihm verbunden waren (die Kinderheime von Kläre Weimersheimer und Käthe Hamburg).
Die Landschulheimgebäude wurden 1945/46 der Familie Essinger zurückgegeben, die sie der Arbeiterwohlfahrt verkaufte. Nachdem diese sie nicht mehr nutzte, befinden sie sich heute in Privatbesitz.

## Biografische Notizen zu einzelnen Lehrern
Wie bei den Kindern und Jugendlichen war auch bei den in Herrlingen arbeitenden Lehrkräften und sonstigen Mitarbeitern des Landschulheims ihre Verweildauer abhängig von eigenen Plänen zur Emigration. In der Praxis bedeutete dies eine hohe Fluktuation und häufig auch nur eine relativ kurze Zeit deer Mitarbeit im Landschulheim. In seinem ersten Bericht über die Arbeit des Landschulheims erwähnt Hugo Rosenthal die nachfolgenden Mitarbeiter und ihre Aufgaben:
- Hugo Rosenthal: Hebräisch, Jüdische Geschichte, Judentumskunde.
- Kurt Bergel: Englisch, Deutsch, Hebräisch, biblische Geschichte, Judentumskunde.
- Hans Elias: Mathematik, Naturwissenschaften, Zeichnen, Werkunterricht, Erdkunde.
- Käthe Hamburg: Mathematik.
- Jenny Heymann: Deutsch, Geschichte, Englisch, Französisch.
- Henny Schiratzky: Grundschule, Hebräisch.
- Judith Rosenthal: Musik.
- Hanni Mann: Gymnastik
- Namentlich nicht erwähnt werden der für die Unterweisung im Gartenbau verantwortliche Gärtner (Herr Walter) und ein Tischlermeister aus Herrlingen, der den Werkunterricht unterstützte.

In dieser Ausführlichkeit wird das in den von Schachne zitierten Schulberichten nicht mehr fortgeführt, doch soll im Folgenden versucht werden, einen etwas breiteren Überblick über die Menschen zu geben, die im Landschulheim gewirkt haben. Dabei kann zum einen auf die Erinnerungen von Jenny Heymann zurückgegriffen werden und auf die von Schachne erstellten Kurzbiografien.
- Hedy Adler
- Lotte Aronstein, verheiratete Anrich (* 1911), hatte 1929 das Abitur bestanden und danach einen einjährigen Kurs an einem großen Krankenhaus absolviert, um sich mit den Methoden der Diätküche vertraut zu machen.[24] Von 1934 bis 1939 war sie die Wirtschaftsleiterin in Herrlingen.[23] Für sie, die „das Kochen in einer technisch modernen Krankenhausküche gewöhnt [war], waren die Riesentöpfe und Pfannen sowie der Kohleherd eine völlig neue Erfahrung“.[24] Als es in der Spätphase der Schule nicht mehr genügend qualifizierte Lehrkräfte gab, erteilte sie auch Unterricht, vor allem Musikunterricht. „Meine Herrlinger Zeit ist ein wertvoller Abschnitt in meinem Leben gewesen. […] Ich sammelte reiche Arbeitserfahrungen in einem anregenden Milieu und lernte eine Religion kennen, von der ich bis dahin nichts gewußt hatte.“[24]
 Lotte Aronstein verließ Herrlingen 1939 in Richtung England, von wo aus sie 1940 in die USA weiterreiste. Sie studierte an der University of California in Berkeley Ernährungswissenschaft und promovierte. Von 1952 bis 1955 war sie Dozentin in Berkeley und anschließend von 1955 bis 1963 außerordentliche Professorin für Ernährungswissenschaft an der Iowa State University in Ames. Hier wirkte sie von 1963 bis 1980 auch als Professorin und lebte nach ihrer Emeritierung wieder in Berkeley.[23]
- Kurt Bergel
- Klaus Dreyer
- Hans Elias
- Hanna Essinger war die erste Hausmutter im Bialik Haus. Heymann rühmt ihre vielen positiven Charaktereigenschaften, berichtet aber nichts darüber, in welchem Verhältnis sie zur Familie Essinger gestanden. Erwähnt wird nur noch, dass sie nur kurze Zeit am Landschulheim geblieben und dann aus familiären Gründen nach Ulm zurückgekehrt sei. „Sie wanderte mit ihrem Mann und kleinen Adoptivsohn nach Israel aus, wo sie schon in den fünfziger Jahren einem Krebsleiden erlag.“[22] Ihre Identität klärt sich über den Landschulheim-Schüler Pinchas Erlanger (siehe unten), der in seinen Erinnerungen davon berichtet, dass die seit 1938 „in Ramat Gan bei Tel Aviv lebenden Verwandten Fritz und Hanna Essinger, geb. Herrmann,“ ihm zum Einreisevisum nach Palästina verholfen hätten.[25] Hanna Essinger war demnach die Schwägerin von Anna Essinger und die Frau von deren Bruder Fritz.
- Luise Grünberg. Sie wird als Neuzugang zu Beginn des Schuljahres im Schulbericht für das Schuljahr 1935–36 erwähnt, die aber schon an Ostern 1936 die Schule verlassen habe, „um die Führung nach Palästina auswandernder Jugendgruppen zu übernehmen“.[26]
- Hans Hainebach (1909–27. August 1966). „Seit 1958 Prof. für Französisch und Deutsch am Union College in Schenectady, NY […]. Zahlreiche Begegnungen mit Klaus Mann in Italien 1944“.[27] Am Union College wurden 2014 zwei Auszeichnungen vergeben, die seinen Namen tragen: Hans Hainebach Memorial Prize in German Literature und Hans Hainebach Memorial Prize in Judaica.[28] Es gibt im Internet viele Treffer zu Hans Hainebach, jedoch sind darunter keine, die mehr Aufschluss über sein Leben vor und nach der Emigration geben. Nach Jenny Heymann hatte Hainebach einen ähnlichen Studiengang wie Walter Isaacson absolviert (siehe unten) und war in Herrlingen als Lehrer und als Gruppenleiter tätig. Er hatte in Mainz studiert und hatte sich von daher ein großes wissenschaftliches Interesse an der Erforschung von Georg Forster bewahrt.[22]
- Käthe Hamburg unterhielt ein eigenes Kinderheim und war – wie schon zu Zeiten von Anna Essingers Landschulheim – als Mathematiklehrerin tätig.
- Ruth Hamburg, Käthe Hamburgs Schwester, hatte ebenfalls schon am alten Landschulheim Musikunterricht erteilt. Sie war eigentlich Geigenlehrerin in Stuttgart, kam aber einmal die Woche nach Herrlingen, um mit einigen Kindern zu musizieren. Auch sie konnte nach England auswandern und starb dort nur wenige Jahre nach ihrer Schwester.[22]
- Cora Hamburger war die Nachfolgerin von Hanna Oppenheimer (siehe unten) als Lehrerin für Buchführung, Stenographie und kommerzielles Englisch.[22]
- Jenny Heymann
- Walter Isaacson
- Leo Kahn gab von Januar bis März 1936 Zeichenunterricht.[21]
- Gerda Krypka erteilte Werkunterricht und emigrierte in die USA, wo sie in San Diego lebte.[22]
- Kurt Levi kam 1936 als Sportlehrer ans Landschulheim, wanderte viel mit den Schülern und organisierte Skiausflüge. 1938 emigrierte er in die USA und wurde Zahnarzt in New York. Er ist dort früh verstorben.[22]
- Trude Levi kam 1935 vom Jüdischen Kinder- und Landschulheim Caputh nach Herrlingen. In welcher Funktion sie bei der Betreuung der Kinder tätig war, bleibt offen. Später arbeitete sie in England als Kindergärtnerin und kümmerte sich im Alter um die Betreuung von Senioren und körperlich behinderten Menschen im Norden Londons.[22]
- Gertrud Löw(e). Ihre Rolle bleibt bei Heymann unklar. Ob sie unterrichtet hat, ist nicht feststellbar, sie scheint eher in der Verwaltung des Hauses gearbeitet zu haben. Während des Krieges haben sie und Jenny Heymann in England zusammengelebt, wo Löw sich der Kochkunst zugewandt habe. Später ist sie in die USA ausgewandert und hat sich dort zur Diätassistentin weitergebildet. Sie hat dann in einem Krankenhaus gearbeitet und ihren Ruhestand in New York verbracht. Dort sei sie auch die „Wahlgroßmutter“ der Kinder von Alex Herzberger, einem ehemaligen Landschulheim-Schüler gewesen.[22] Im Yad-Vashem-Fotoalbum (siehe Quellen) befindet sich eine Fotografie von Gertrud Löwe mit dem handschriftlichen Zusatz, vermutlich von Hugo Rosenthal: „Gertrud Löwe (genannt die Löwin). Die bis zuletzt verbleibende, von Kindern und Mitarbeitern geliebte Hausmutter des Bialik Hauses“.
- Hanni Mann war Gymnastiklehrerin der ersten Stunde und stammte aus Ulm, doch mehr ist über sie nicht bekannt.[29]
- Kurt Maier war Mathematiklehrer. Mehr Informationen über ihn sind nicht bekannt.[22]
- Paul Yogi Mayer
- Hanna Oppenheim war Diplom-Handelslehrerin und unterrichtete im berufspraktischen Ausbildungsgang des Landschulheims. Ihre Unterrichtsfächer waren vor allem Buchführung, Stenographie und kommerzielles Englisch.[22] Sie war aber auch die Schulsekretärin.[6]
- Ernst Salzberger (* 1913 in Breslau – † 1954 in Ben Shemen) erteilte Werkunterricht und konnte nach Palästina auswandern, wo er früh verstarb.[22]
 Hinweise zu Ernst Salzbergers Leben finden sich in einem anderen Zusammenhang: Vor Herrlingen war er nämlich Lehrer an der Privaten Waldschule Kaliski (PriWaKi) in Berlin.[30] Er war der Sohn eines Arztes und Neffe von Georg Salzberger. Nachdem Abitur ließ er sich zum Werklehrer ausbilden und unterrichtete ab dem Schuljahr 1934/1935 an der PriWaKi. Fölling charakterisiert ihn als einen „künstlerisch veranlagten und ästhetisch empfindsamen Menschen“, „der mit den Kindern hervorragende Holzarbeiten anfertigte“.[30]
 Nach Herrlingen kam Salzberger vermutlich 1937. Über sein Wirken hier ist nichts bekannt. Anfang 1939 wanderte es nach Palästina aus und wurde Werklehrer in dem von Siegfried Lehmann gegründeten Kinder- und Jugenddorf Ben Shemen.
 1941 trat Salzberger als Freiwilliger in die British Army ein. „Er zog mit der englischen Armee durch Nordafrika (Libyen) und dann durch Europa, wobei er bis nach Göttingen kam, wo er an der Universität Kurse belegte. Sein Briefwechsel mit Freunden in Ben Shemen läßt eine sensible Wahrnehmung und ein hohes politisches Reflexionsvermögen erkennen.“[30] Dieses Zitat verweist auf viele Parallelen zum Militärdienst von Erich Jehoshua Marx (siehe unten), weshalb zu vermuten ist, dass auch Salzberger Mitglied der Jüdischen Brigade war.
 Anfang 1946 kehrte Ernst Salzberger nach Ben Shemen zurück und arbeitete wieder als Lehrer. Nach einer schweren Krankheit verstarb er hier im Jahre 1954.[30]
- Henny Schiratzky. „Wie oben schon erwähnt, unterrichtete sie die jüngeren Schülerinnen und Schüler. Wir beneideten sie um ihr gutes Hebräisch, das ihr die Fortsetzung ihrer Lehrtätigkeit in Israel erleichterte. Dort starb sie im Ruhestand.“[22]
- Lotte Schloss, * 1909 in Nürnberg, später verheiratete Haas, hatte 1933 das Studium in Mathematik und Physik für das höhere Lehramt abgeschlossen und unterrichtete von 1934 bis 1935 in Herrlingen. Zusammen mit ihrem Mann wanderte sie 1935 nach Palästina aus und war von 1951 bis 1973 Lehrerin an einem Gymnasium in Kfar Saba.[23] In ihren eigenen Erinnerungen berichtet sie, dass sie aus einer sozialdemokratischen Familie stammte und der jüdische Religion sehr ferne stand, weshalb sie überrascht war, darüber, dass ihr nach ihrem Examen der Eintritt in den staatlichen Schuldienst verwehrt worden sei. Sie gab zunächst Privatunterricht und bewarb sich dann auf eine Anzeige auf eine Stelle am Jüdischen Landschulheim Herrlingen. Sie unterrichtete mehrere Klassen und war Organisatorin der Gruppen (siehe oben). Erst in Herrlingen begann sie sich für das Judentum zu interessieren und erfuhr das Meiste durch die Gottesdienste von Hugo Rosenthal. „Als ich mit 65 Jahren meine Lehrtätigkeit beendete, wurde ich Studentin in der hebräischen Universität in Jerusalem und lernte Bibelwissenschaft bis zum B.A. Der Same zu meinem Interesse war damals in Herrlingen gekeimt. Langsam wuchs der Keim, und es dauerte noch viele Jahre, bis ich zu einer bewußten Jüdin wurde.“[31]
- Jizchak Schwersenz
- Eva Seligmann
- Else Simon unterrichtete zunächst in der Nachfolge von Hanna Oppenheimer und Cora Hamburger Buchführung, Stenographie und kommerzielles Englisch. In der Endphase des Landschulheims arbeitete sie in der Küche und bereitete für sich und ihre Tochter Ruth, die Schülerin im Landschulheim war, die Ausreise nach Palästina vor. Sie arbeitete später als Sozialarbeiterin in Israel und lebte in Ramat Gan.[22]
- Julius Sundheimer (* 20. Dezember 1895 in Frankfurt am Main).[32]
 Sundheimer nahm im „Alter von 19 bis 24 Jahren […] am Ersten Weltkrieg teil. Nach dem Abschluss seines Studiums erhielt er seine erste Anstellung an einer Oberschule in Frankfurt. Am 1. Oktober 1931 nahm er eine verbeamtete Stelle am Gymnasium in Rinteln an. Hier unterrichtete er Rintelner Schüler in den Fächern Mathematik und Physik. Ebenfalls in Rinteln lernte er Käthe Stamfort aus der Seetorstraße 4 kennen, die er später heiratete.“[33] Bei dem erwähnten Rintelner Gymnasium handelte es sich um das Ernestinum Rinteln; Käthe Stamfort wurde am 10. Juni 1907 in Stemmen (Kalletal) geboren.[34]
 Nach der Machtübernahme durch die Nationalsozialisten wurde Sundheimer zwangsweise in den Ruhestand versetzt und zog danach mit seiner Frau nach Herrlingen, wo er am Landschulheim unterrichtete und die Familie sich auf die Auswanderung vorbereiten wollte. Am 9. Februar „1937 wurde Sohn Hans geboren. Der Plan der Auswanderung ließ sich nicht in die Tat umsetzen. Am 15. Dezember 1941 stieg die Familie in einen Zug, der sie ins Getto Riga transportierte. Sohn Hans war zu diesem Zeitpunkt vier Jahre alt. Die Familie Sundheimer hat die Shoah nicht überlebt.“[33]
 Die Deportation der Familie Sundheimer erfolgte am 15. Dezember 1941 ab Hannover, und deren Ziel war das Ghetto Riga. Das Todesdatum ist in allen drei Fällen unbekannt, sie wurden für tot erklärt.[35]
 In Rinteln erinnert ein Stolperstein an Julius Sundheimer.
- Hans Walter, war der Gärtner und Verwalter des Anwesens,[36] seine Frau Trude arbeitete in der Küche. Beide hatten schon zu Zeiten Anna Essingers im Landschulheim gearbeitet.[24] Im Yad-Vashem-Archiv befindet sich ein Foto der Familie Walter, zu der auch zwei Kinder gehörten. In einem undatierten Test hat Hugo Rosenthal zu diesem Bild vermerkt: „Bei ihnen lernten unsere Schüler - kleine wie grosse - mit Verantwortung und Ausdauer arbeiten.“[37]
- Ernest M. Wolf

## Schüler des Landschulheims
Das Jüdische Landschulheim war 1933 mit 23 Schülern gestartet. Deren Zahl erhöhte sich schnell und stieg im Schuljahr 1936–37 auf über hundert. Hinter diesen Zahlen verbergen sich große Umschichtungen innerhalb der Schülerschaft. Deren Verweildauer an der Schule war abhängig von den Emigrationsplänen ihrer Eltern oder deren Vorsorge für eine Emigration ihrer Kinder, wenn sie noch nicht selber auswandern konnten. Die Folge war eine hohe Fluktuation, die auch eine Belastung für die schulischen Prozesse darstellte.
Angesichts der großen Zahl von Schülern, die zwischen 1933 und Ostern 1939 die Schule besuchten, kann nur in wenigen Fällen versucht werden, deren Lebensumstände zu rekonstruieren. Dies geschieht nachfolgend in Anlehnung an einige Kurzbiografien von Lucie Schachne.
- Ernst Blumenstein (Josef Even). Über Blumenstein (*1922 – † Dezember 1981 in Jerusalem) ist wenig bekannt, auch nicht, von wann bis wann er im Landschulheim weilte. Er ist 1939 im Zuge der Kinder- und Jugend-Alijah nach Palästina ausgewandert, wo er mehrere Jahre in verschiedenen Kibbuzim gelebt und gearbeitet hat. Nach einer Ausbildung zum Jugendleiter arbeitete er als Lehrer für die Jewish Agency for Israel. 1955 nahm er ein Studium an der Hebräischen Universität Jerusalem in den Fächern hebräische und englische Literatur auf und wurde dort nach dem Abschluss des Studiums auch Dozent. Im WorldCat werden mehrere Publikationen von ihm gelistet,[38] alle in hebräischer Sprache.[23]
- Pinchas Erlanger
- Ilse Flatow, auch Ila Flatow, wurde am 20. Oktober 1919 in Berlin geboren. Ihr Vater war der Jurist und Ministerialbeamte in der Reichsregierung Georg Flatow, ihre Mutter die Lehrerin und Sozialfürsorgerin Hedwig Helene Flatow, geborene Wiener (* 6. September 1882 in Berlin – † 1944 in Auschwitz). Hedwig Helene Flatows Cousine, Nathalie Hamburger, war die Ehefrau von Leo Baeck, der sich Ilse gegenüber als „Onkel Leo“ bezeichnete. Auch Hugo Rosenthal spricht in einem Brief an Leo Baeck von dessen Nichte.[39]
 Ilse Flatow wuchs in Berlin auf und besuchte zunächst die Zehlendorfer Oberschule.[40] Nach der Entlassung des Vaters aus dem Staatsdienst am 13. April 1933 und den anschließenden Ausgrenzungen in der Schule, denen sich Ilse Flatow ausgesetzt sah, wechselte sie auf die Theodor-Herzl-Schule,[41] eine im Geiste der Reformpädagogik arbeitenden Lehranstalt. Von 1934 bis 1936 war sie Schülerin im Landschulheim in Herrlingen.[23] Ilse Flatow kam nach Herrlingen ohne religiöse Bindungen, da ihre Eltern nicht gläubig waren, hatte sie nie einen Religionsunterricht besucht. Herrlingen war dann der Ort, wo sie zu ihrer jüdischen Orientierung fand. „Herrlingen hatte das geistige Niveau, das mir bekannt war von meinem Elternhaus, zusammen mit dem jüdischen Akzent, den ich nicht kannte. Obwohl mir alles fremd war, lernte ich es gern und mit großem Interesse und ohne Vorbehalt. Ich lernte Psalme auswendig und freute mich über meine Aufgabe, sie im Gottesdienst zu sprechen. Ich lernte das Tischgebet singen und las soviel, wie ich nur konnte. Meine Eltern kamen abwechselnd zu Besuch, und ich erinnere mich noch, wie mein Vater staunend und perplex zuhörte, wenn ich irgendwelche hebräischen Lieder sang oder lange Psalme aufsagte. Er selbst war dankbar, daß ich jetzt lernen konnte, was er, wie er sagte, »versäumt und vernachlässigt« hatte, mir zu geben: eine jüdische Erziehung. Er hatte es von seinem Vater aber nicht bekommen. Man nannte ihn den »Roten Flatow«, wegen seiner radikalen sozialistischen Anschauungen.“[40]
 Ilse Flatow verließ Herrlingen nach zwei Jahren. Über die Gründe ist nichts bekannt, und auch nicht über die Folgejahre bis zur 1939 erfolgten Auswanderung der Familie nach Holland, wo sie nur kurz blieb, um dann nach England weiterzuziehen. Die Eltern blieben in Holland und wurden von dort aus im September 1943 über mehrere Konzentrationslager hinweg ins KZ Auschwitz gebracht und ermordet.[42]
 Ilse Flatow absolvierte in England eine Ausbildung als psychiatrische Krankenschwester und heiratete am 3. Januar 1946 den vermutlich aus Berlin stammenden Gerhard Herz, der zu dem Zeitpunkt Soldat der britischen Royal Navy war.[43] Ob sie danach mit ihrem Ehemann nach Palästina ausgewandert ist, wie Schachne behauptet, und wann sie von da in die USA aufbrach, um sich dort zur psychiatrischen Sozialarbeiterin ausbilden zu lassen, ist eben so wenig geklärt wie das Schicksal ihrer Ehe. Schachne spricht von einer 1951 erfolgten „Rückkehr nach Israel und Anstellung an der Child Guidance Klinik des Ministeriums für Sozialarbeit“.Ab 1959 habe sie als Psychotherapeutin gearbeitet.[23] Sie wohnte zum Schluss in Tel Aviv, wo sie am 30. September 1995 verstarb.[43]
 So spärlich die Dokumente über Ilse Flatows Leben sind, umso umfangreicher sind die Dokumente über ihre Familie. Sie hat 1980 die Familiendokumente, die ihre Eltern in Amsterdam versteckt hatten, dem Leo Baeck Institut übergeben.[44]
 Vor dem Haus Niklasstraße 5 in Berlin-Zehlendorf erinnern drei Stolpersteine an Ilse Flatow und ihre Eltern.
- Alfred Fleischhacker
- Ernst Fraenkel (* 1923 in Breslau – † 13. November 2014 in St. John’s Wood (London)) war in Berlin aufgewachsen, wo er auch jüdischen Jugendbewegung engagiert war, und besuchte von 1935 bis 1937 das Jüdische Landschulheim Herrlingen. 1939 kam er mit einem der letzten Kindertransporte nach England.[45] Er lebte bei englischen Familien in Bury und ging dort auch zur Schule. Nach dem Ende seiner Schulzeit, während des Zweiten Weltkriegs, arbeitete er in der Landwirtschaft.[45]
 Mit der amerikanischen Armee kehrte er nach Deutschland zurück, wo er seine Mutter wieder fand, die allerdings kurz darauf verstarb.[45] 1947 habe er bei der „Zensurstelle der Kontrollkommission für Deutschland“ gearbeitet,[23] vermutlich einer Einrichtung des Alliierten Kontrollrats.
 Nach seiner Rückkehr nach Großbritannien studierte Ernst Fraenkel in Abendkursen an der London School of Economics and Political Science. Er begann dann eine 35 Jahre andauernde Mitarbeit bei der internationalen Rohstoffhandelsfirma Philipp Brothers,[46] wo er Leiter Europa-Abteilung und Mitglied des Exekutivausschusses wurde.
 Nach seiner Pensionierung engagierte sich Ernst Fraenkel in der Wiener Library, deren Vorsitzender er von 1990 bis 2003 war. Er stiftete 1990 den renommierten Fraenkel Prize in Contemporary History und erhielt von der Universität Haifa in Anerkennung seines großen Beitrags zur Holocaust-Erziehung die Ehrendoktorwürde verliehen.[47] In Großbritannien war er mit dem Order of the British Empire (OBE) ausgezeichnet worden.
 Ernst Fraenkel ist einer der Wenigen, die sich kritisch über ihre Schulzeit in Herrlingen geäußert haben. Er fühlte sich dort nicht sonderlich glücklich und glaubte nicht daran, das Herrlingen als erzieherisches Experiment geglückt war.[48] Ihm schien „viel von dem bewußt freien Ton, der angeblich zwischen Lehrern und Kindern herrschte, etwas gekünstelt. Obwohl ein großer Teil der Lehrer sehr bewußt nicht mit Herr oder Frau angeredet wurde, war die Unterscheidung zwischen Erwachsenen und Kindern äußerst klar, und während die einen »Sie« waren und die anderen »Du«, waren im großen und ganzen die am meisten respektierten Lehrer weiterhin Herr und Frau.“[48] Ähnlich kritisch äußert er sich auch zur in Herrlingen praktizierten Schülermitverantwortung, die er als „angebliche Selbstbestimmung“ betrachtete. Er kritisierte die Intransparenz des Verfahrens, durch welches Kinder in das oberste Selbstbestimmungsorgan, den Kahal, gelangten und vermutete dahinter eine gezielte Einflussnahme seitens der Lehrkräfte. Da diesen im Kahal vertretenen Kindern seitens der Schule eine besondere Verantwortung zugesprochen wurde, hinterfragte er dieses Etikett: „Kann es richtig sein, daß man unter den Umständen, die damals in Deutschland herrschten, eine verhältnismäßig kleine Gruppe von Kindern aus einer größeren auswählt und als besonders verantwortlich oder besonders gut bezeichnet? Bedeutet das nicht, daß die anderen Kinder sich in der einen oder anderen Weise als weniger wert als die anderen fühlenb müssen? […] Das ganze System schien mir damals unfair und ungerecht und heute, 50 Jahre später, glaube ich immer noch, daß es falsch basiert war.“[49]
 Ernst Fraenkel lernte im Landschulheim seine spätere Ehefrau, Tilde Weil, kennen (siehe unten).
- Lia Herrmann (Leah Shaw) wurde 1919 in Stuttgart[50] geboren und besuchte von 1934 bis 1936 das Herrlinger Landschulheim. Sie selbst beschreibt ihre Herkunft als „gut bürgerlich, deutsch-national, aber trotzdem bewußt jüdisch religiös“.[51] 1933 trat sie einem zionistischen Pfadfinderbund bei, der nach ihren Worten dem extremen deutschen Nationalismus eine eigene jüdische Version entgegenzusetzen versuchte. Als sie 1934 nach Herrlingen kam (wo sie bis 1937 blieb), empfand sie das, was dort geschah, als Versuch, „unserer jüdischen Existenz (die für viele von uns ganz neu war) einen bedeutungsvolleren und geistigen Inhalt zu geben“.[51] Doch trotz ihrer große Begeisterung für das talmudische Denken und die Bibelübersetzung Martin Bubers war diese Bindung an das Judentum nicht von langer Dauer. „Nachdem ich Herrlingen verlassen hatte und nicht mehr unter dem Eindruck dieses Milieus stand, gab ich allerdings die Religion sehr schnell auf. Heute weiß ich, daß ich keinerlei religiöse Gefühle besitze.“ Bemerkenswert ihr Versuch, das zu erklären: „Ich war bereits von starken, assimilatorischen Verhaltensmustern geprägt, bevor ich nach Herrlingen kam. So konnten jüdische Werte und »Jüdischkeit« nur als ein gewisser »Lack« wirken, den ich wieder verlor, als ich die Schule verlassen hatte.“[51]
 Im Rückblick gibt es für Shaw dennoch genügend positive Aspekte aus ihrer Zeit in Herrlingen: die bewusste Wahrnehmung von Ostjuden, deren Welt ihr bislang verschlossen geblieben war, die Begegnung mit Menschen, die eine fortschrittlichere politische Einstellung hatten als sie es von ihrem Elternhaus her gewohnt war, der gründliche Unterricht in der hebräischen Sprache, der ihr später in Palästina sehr weitergeholfen hat, die intensiven Naturerlebnisse in Herrlingen und der Landschaft drum herum und auch die Erziehung zur Verantwortung gegenüber eigenen Sachen und der Umgebung, ein Verhalten das zu Hause früher vernachlässigt worden sei. „Heute schaudere ich bei dem Gedanken, was wohl aus mir geworden wäre, wenn ich nicht wenigstens etwas praktische Erfahrung in Herrlingen gesammelt hätte.“[51]
 Leah Shaw verließ Herrlingen 1937. Ihre eigenen Ausführungen legen es nahe, dass sie danach nach Berlin in die Private Waldschule Kaliski (PriWaKi) ging. In der Tat findet sich in der Schülerliste dieser Schule eine Liselotte Herrmann mit dem Geburtsdatum 24. Juni 1919.[52] Das besagt wohl, dass Schachnes Angabe, Shaw habe 1937 eine Haushaltungsschule in Berlin besucht,[23] nicht zutreffend ist. Shaw betont dagegen, in ihr sei an der PriWaKi, gewissermaßen als Kontrast zu den Jahren in Herrlingen, das Interesse an der englischen Sprache und Kultur geweckt worden.[51]
 Shaws weitere Lebensdaten erlauben nur noch einen kursorischen Überblick: 1938 Auswanderung nach Palästina mit anschließendem einjährigem Kibbuz-Aufenthalt; 1940 Ausbildung zur Krankenschwester an der Hadassah School of Nursing in Jerusalem; 1945 Heirat und Umzug nach England; 1957 Umzug nach Birmingham und Arbeit als Sekretärin; 1982 Ruhestand. Sie habe sich für den Feminismus interessiert, gegen Atomwaffen gekämpft und ein Wohnheim für ausländische Studenten unterhalten.[23]
- Die Geschwister Herzberg
 Über die Geschwister Herzberg ist außer ihrer Herkunft aus Wuppertal und ihrem gemeinsamen Aufenthalt in Herrlingen wenig bekannt. Auch blieben sie unterschiedlich lang in Herrlingen, konnten aber alle, wie auch ihre Eltern, nach England auswandern, wo diese ein großes Haus besaßen, „das zu einem Heim und Treffpunkt für einige Ex-Herrlinger wurde“.[23]
 Das inländische Vermögen der Familie Herzberg war, wie aus der nachfolgenden Bekanntmachung hervorgeht, beschlagnahmt worden: „Das mit Bekanntmachung vom 16. September 1939 (Reichsanzeiger, Nr. 220 vom 21. September 1939) beschlagnahmte vermögen der ehemaligen deutschen Staatsangehörigen […] Helmut Herzberg, Eva Herzberg, Harald Herzberg und Hanna Lela Chana Sara Herzberg wird gemäß § 2 Abs. 1 des Gesetzes über den Widerruf von Einbürgerungen und die Aberkennung der deutschen Staatsangehörigkeit vom 14. Juli 1933 (RGBl. l S. 480) als dem Reiche verfallen erklärt. Berlin, den 23. September 1940. Der Reichsminister des Innern. J. A.: Driest.“[53]
  - Eva Herzberg (* 1922, verheiratete Eva Goldenberg) kam 1935 nach Herrlingen, wo ihre Brüder bereits die Schule besuchten. 1938 wanderte sie nach England aus, absolvierte zwischen 1939 und 1944 eine Ausbildung zur staatlich geprüften Krankenschwester und arbeitete in einem städtischen Krankenhaus. 1954 erwarb sie ein Diplom für den Familien-Gesundheitsdienst und war anschließend von 1955 bis 1964 in London als Beraterin im Gesundheitsdienst tätig. Von 1965 bis 1968 arbeitete sie als Assistentin im Bereich epidemiologischer Forschung tätig und hat an zahlreichen wissenschaftlichen Veröffentlichungen mitgewirkt.[23][54]
  - Helmut Herzberg (* 1920, später John Herbert) besuchte das Landschulheim von 1933 bis 1935 und gehörte damit zu der ersten Schülergruppe nach der Eröffnung des Jüdischen Landschulheims. Im Herbst 1935 wechselte er auf das Dover College,[55] das er bis 1938 besuchte. Er zog dann zu seinen Eltern in London und absolvierte eine technische Ausbildung. Von 1940 bis 1946 war er Soldat in der britischen Armee und konnte parallel dazu ein Fernstudium in Chemie und Ingenieurbau absolvieren. Ab 1947 arbeitete er in der Industrie und ging 1985 in den Ruhestand.[23]
  - Harald Herzberg. Über ihn ist nur bekannt, dass er auch schon vor seiner Schwester das Landschulheim besucht hat.
- Bernhard Isaacson (* 29. September 1915), der jüngere Bruder von Walter Isaacson, war in den Jahren 1935 und 1936 in Herrlingen, vermutlich in einem der Kurse zur Vorbereitung auf eine Auswanderung nach Palästina.[56] Er ging 1939 nach England und wanderte von dort 1950 nach Australien aus.
- Eva Marcuse (* 1913, verheiratete Eva Neumark) beschreibt sich als „aus einer norddeutschen Großstadt in fast nur nicht-jüdischer, bei uns deutsch-nationaler Umgebung“ kommend, die in „einem reaktionären, von deutschnationalem Geist geprägten Lyceum zur Schule gegangen“[57]
 Die „norddeutsche Großstadt“, die Eva Marcuse meinte, war Berlin,[58] wo sie vermutlich auch ihre Ausbildung zur Bankangestellten absolviert und sich „in der deutsch-jüdischen Jugendbewegung »Werkleute«“ organisiert hatte.[57] Die „Werkleute“ waren ein Bund deutsch-jüdischer Jugend, der aus den Kameraden hervorgegangen war, und an anderer Stelle gibt Eva Marcuse an, dass sie auch in der „Jüdischen Liberalen Jugend (JLJ)“ aktiv gewesen sei.[59] Darauf deutet auch ein Eintrag in der Clementine Kraemer Collection hin, wo unter dem Stichwort „Das Jli-Programm Berlin“ ein „Heimabend bei Eva Marcuse, Taunusstr. 23“ erwähnt wird.[60]
 Eva Marcuse kam nicht als Schülerin nach Herrlingen, sondern als Praktikantin in einem Hachschara-Vorbereitungskurs. Sie wohnte auch nicht auf dem Schulgelände, sondern im Dorf, und leitete einmal in der Woche eine Werkleute-Gruppe in Ulm.[57] in bleibender Erinnerung ist ihr – neben dem Landschulheim als besonderer, intimer Ort, der durch Hugo Rosenthals Persönlichkeit zusammengehalten worden sei – ihre Küchenausbildung durch Lotte Aronstein, „die uns nicht nur gastronomische Kultur vermittelte, sondern auch auf geistigem und musikalischem Gebiet sehr auf der Höhe und anregend war“.[57]
 Eva Marcuse wanderte 1939 nach Pakästina aus und lebte fortan im Kibbuz Hasorea.[23]
- Die Gebrüder Marx
 Erich Jehoshua Marx (* 1921) und sein jüngerer Bruder Ephraim (Eder) Marx (* 1923) sind die Söhne des Schriftstellers Leopold Marx und dessen Ehefrau Judith.[61] Dem Andenken an seinen Sohn Erich Jehoshua hat Leopold Marx sein Buch Mein Sohn Erich Jehoshua gewidmet,[62] aus dem sich auch Anhaltspunkte zum Leben von Eder Marx ergeben, dessen Leben insgesamt weniger gut dokumentiert ist.
  - Erich Jehoshua Marx besuchte seit 1930 das Johannes-Kepler-Gymnasium Bad Cannstatt.[63] Um 1932 wurden beide Brüder Mitglieder der Werkleute.
 Erich Jehoshua besuchte bis 1935 das Kepler-Gymnasium und wechselte 1936 auf das Philanthropin (Frankfurt am Main), wo er im Februar und März 1938 die Abiturprüfungen ablegte und bestand. Im gleichen Jahr verkauften die Eltern die Fabrik und bereiteten sich auf eine Ausreise nach Palästina vor. In dieser Zeit arbeitete Erich Jehoshua für ein Vierteljahr als unbezahlte Hilfskraft im Jüdischen Landschulheim Herrlingen, wo er Lehrstunden in Hebräisch und Englisch erteilte, Schulaufgaben überwachte und einen besonders schwererziehbaren Jungen betreute. Er tat dies, in der Hoffnung auf eine baldige Ausreise nach Palästina, bis zum Beginn der Winterferien 1938. Doch erst Ende März konnte er endlich mit der Jugend-Alijah ausreisen und traf am 3. April 1939 per Schiff in Tel Aviv ein. Von hier aus ging die Reise sofort weiter nach Mikwe Israel, wo er eine Ausbildung an der Landwirtschaftsschule begann.[64]
 Im Mai 1941 wurde Erich Jehoshua zur britischen Armee einberufen, blieb aber in Palästina stationiert. 1943 erfolgte seine Verlegung nach Zypern. Angesichts der Nachrichten über die Gräuel in Europa drängte es ihn nach einem Kampfeinsatz, der ihm jedoch lange Zeit verwehrt blieb. Im Oktober 1944 wurde seine Einheit in die neugebildete Jüdische Brigade der britischen Armee eingegliedert, und dadurch kam er im Frühjahr 1945 in Italien zu seinem ersten Kampfeinsatz. Es folgten laufende Verlegungen, die ihn nach Österreich und nach Belgien führten, von wo aus er erstmals wieder Verwandte in Stuttgart besuchen konnte.[63]
 1946 kehrt Erich Jehoshua nach Palästina zurück und nahm in Jerusalem ein Biologie- und Landwirtschaftsstudium auf. Nach dem UN-Teilungsplan für Palästina vom 29. November 1947 und den nachfolgenden Unruhen wurde er im Dezember 1947 erneut eingezogen. Er starb am 14. Januar 1948 bei einem arabischen Angriff auf den Etzion-Block in der Nähe von Hebron.[63] Eder Marx sorgte dafür, dass der Leichnam seines Bruders nach Schawe Zion überführt wurde, dem Kibbuz, in dem inzwischen die Eltern Judith und Leopold lebten, das aber zu diesem Zeitpunkt gemäß dem UN-Teilungsplan außerhalb des für den jüdischen Staat bestimmten Gebiets lag.[65]
  - Ephraim (Eder) Marx besuchte zunächst eine staatliche Grundschule, wechselte aber zu Beginn des Schuljahres 1934 auf eine neu eröffnete jüdische Schule in Stuttgart. Er blieb dort zwei Jahre, bevor er 1936 auf das Jüdisches Landschulheim Herrlingen wechselte. Den Umständen der Zeit geschuldet sei es ihm dort nur noch möglich gewesen, etwas mehr als eine Volksschulbildung zu erhalten, bevor er Anfang 1939 nach Palästina gegangen sei.[66]
 Eder Marx lernte Schreiner im Kibbuz Jagur und lebte ab 1943 im Kibbuz Evron in der Nähe von Naharija.
- Fritz Rosenheimer (Shlomo Elan oder auch Ilan) besuchte von 1935 bis 1937 das Landschulheim und war 1938/39 Schüler der Bunce Court School (siehe dort).
 Shlomo Ilan, der ein Geleitwort dem Buch von Lucie Schachne vorangestellt hat, wird von ihr als derjenige gewürdigt, der die Anregung zur Sammlung der in dem Buch enthaltenen Aufzeichnungen gegeben habe. Es sei dann der Zusammenarbeit einer kleinen Gruppe ehemaliger Lehrer und Schüler geschuldet, die seinen Plan habe Wirklichkeit werden lassen.[67]
- Die Geschwister Rosenthal
 Viel Hinweise auf die Kinder von Hugo und Judith Rosenthal gibt es nicht. Da das Ehepaar immer zusammenlebte, ist davon auszugehen, dass die Lebens- und Arbeitsstationen der Eltern auch die Orte bestimmten, an denen sich das Leben der Kinder abspielte. Das gilt für den ersten Palästinaaufenthalt ebenso wie für die späteren Jahre in Herrlingen. In Herrlingen lebten alle drei Kinder, die auch verschiedene Instrumente spielen konnten, mit den übrigen Schülern zusammen und wurden auch mit diesen gemeinsam erzogen. Judith Rosenthal fand jedoch mit ihrem Mann zusammen „eine, ihrem Wesen entsprechende Art des Familienlebens, das sich unaufdringlich in die Schulgemeinde einordnete“.[68]
  - Gabriel Rosenthal (* 1920 – † 1943). Wann Gabriel nach Palästina ausgewandert ist, ist ebenso wenig bekannt wie seine Ausbildung im Landschulheim. Bei Schachne heißt es in Bezug auf das Jahr 1939 und die Übersiedelung der restlichen Familie nach Palästina nur: „Der älteste Sohn, Gabriel, hatte bereits dort vor längerer Zeit seine Ausbildung als See-Offizier begonnen. Er fiel im Zweiten Weltkrieg im Dienste der Britischen Kriegsmarine am 1. Mai 1943.“[69]
  - Uriel Rosenthal (* 1923 in Wolfenbüttel – † 2017, in Israel Uriel Jashuvi). Im Alter von einem Jahr reiste er mit seinen Eltern nach Palästina, von wo die Familie 1929 zurückkehrte – erst nach Berlin und dann ab 1933 nach Herrlingen. 1938 reiste er zum zweiten Mal nach Palästina aus, wohin ihm dann seine Eltern und seine Schwester folgten.[23]
 Nach Schachne lernte er zunächst Hebräisch und besuchte eine Landwirtschaftsschule, bevor er zwischen 1941 und 1948 ein Kibbuz mitbegründete und dort unter anderem als Schäfer arbeitete. Nach der Gründung des Staates Israel trat er 1949 in die israelische Kriegsmarine ein, die er 1964 als Kapitän eines Torpedobootes verließ. Ab 1969 lebte er im Kibbuz Ma’agan Micha’el. 1984 ging er in einen neuen Kibbuz am Toten Meer und startete 1985 eine Ausbildung zum Programmierer.[23]
 Schachnes Beschreibung von Hugo Rosenthals Leben folgt „der ausführlichen Arbeit seines Sohnes, Uriel Jashuvi“[70] die sie aber in ihren Quellennachweisen selbst nicht erwähnt.
  - Rachel Rosenthal (Rachel Galay). Über sie liegen keine biografischen Angaben vor. Sie findet nur einmal Erwähnung im Zusammenhang mit ihrem Ehemann: „Hugo’s daughter Rachel married Benjamin Galay and they had one child. Benjamin was born April 10, 1921 in Vladivostok, Russia and died May 24, 1995 in Jerusalem, Israel.“[71]
 Rachel Galay war, wie ihr Bruder Uriel, für Lucie Schachne eine wichtige Zeitzeugin für die Rekonstruktion der Geschichte des Jüdischen Landschulheims.
- Lucie Schachne
- Ruth Seligmann (* 1921 in Frankfurt am Main, verheiratete Ruth Sharon) besuchte in Frankfurt das Philanthropin, bevor sie 1934 Schülerin des Landschulheims wurde. Ihre Erinnerungen an dort weichen von vielen anderen ab, denn bei ihr steht nicht Hugo Rosenthal oder die Frage des Judentums im Mittelpunkt, sondern Judith Rosenthal. „Ihr verdanke ich meine Liebe zur und mein Verständnis für Musik, und damit einen entscheidenden Einfluß auf mein Leben. [D]ie künstlerische Begabung, mit der sie das Musikleben im Landschulheim gestaltete, eröffnete vielen unter uns eine neue Welt. Ich glaube, daß ihr Klavierspiel wesentlich zu der heilsamen Atmosphäre im Landschuleim beigetragen hat.“[68] Seligmann lässt wissen, dass sie an Judith Rosenthals „Klavierstunden für die begabten Kinder“ in deren Privatwohnung teilnehmen durfte, die auf sie dank des Einfühlungsvermögens der Lehrerin ermutigend gewirkt und ihr „das langweilige Üben für die nächste Stunde“ erleichtert hätten.[68]
 1938 ging sie wieder zurück nach Frankfurt, um dort die Jüdische Haushaltungsschule und das Lehrerseminar zu besuchen.[23][72]
 1939 wanderte Ruth Seligmann nach England aus betrieb bis 1941 ihre Hachschara in Schottland. Sie wanderte jedoch nicht nach Palästina aus, sondern von 1941 bis 1945 als wissenschaftliche Assistentin im Geheimdienst des britischen Außenministeriums (Foreign Office). Nach dem Krieg betreute sie zunächst Kinder aus Konzentrationslagern, bevor sie von 1946 bis 1949 ein Lehrerseminar besuchte und dann als Lehrerin arbeitete.[23]
 Ruth Seligmann wanderte 1950 nach Israel aus und lebte im Kibbuz Dalja. Ab 1953 war sie Hausmutter in einem Heim der Jewish Agency for Israel und Lehrerin für Einwanderer. 1956 zog sie in das im Norden Galiläas gelegene Kibbuz Neot Mordechai und erteilte Englischunterricht.[23]
 1958 kehrte Ruth Seligmann nach England zurück, arbeitete an einer Sonderschule und nach einer erneuten Ausbildung als Lerntherapeutin (Educational Therapist). Diese Tätigkeit übte sie über ihren Ruhestand hinaus auch noch ehrenamtlich aus.[23]
- Friedrich August Tuchmann (Fred Tuckman, * 9. Juni 1922 in Magdeburg – † 6. Juli 2017)
- Marion Walter (* 1928 in Berlin) besuchte zusammen mit ihrer Schwester von 1936 bis 1939 das Landschulheim in Herrlingen. Anschließend gingen die beiden Mädchen gemeinsam auf einen Kindertransport nach England, wofür das Geld von bereits in England lebenden entfernten Verwandten zur Verfügung gestellt wurde. Am 16. März 1939 kommen sie in England an und besuch danach ein Internat in Eastbourne an der Südküste Englands. Auch ihren Eltern gelingt die Flucht nach England und die Familie wird wieder vereint. Während der Luftangriffe müssen sie Heim und Schule verlassen und finden Unterschlupf in einem Landhaus eines Freundes der Schulleiterin. Sie leben in einem umgebauten Hundezwinger, wo sie wegen des fehlenden Platzes im Haus auf Matratzen schlafen müssen. 1940 erfolgt die Internierung des Vaters auf der Isle of Man; er stirbt 1943. Im Alter von 16 Jahren wurde Marion Walter 1944 gebeten, im Internat Mathematik zu unterrichten.[73]
 1948 wandert Marion Walter in die USA aus und beginnt ein Studium, das sie 1950 mit dem B.S. abschließt. Danach unterrichtet sie, erwirbt aber 1954 in New York auch noch ihren Master of Science (M.S). Von 1965 bis 1972 unterrichtete sie asn der Harvard Graduate School of Education in Cambridge (Massachusetts).[23]
 Marion Walter lehrte später Mathematik-Didaktik an der University of Oregon und engagierte sich auch für eine Mathematik als eine humanistische Disziplin, bei der es darum geht, den Schüler stärker in der Position eines Fragestellers zu sehen, als das allgemein üblich ist, und zugleich ein emotionaleres Klima zum Lernen der Mathematik zu schaffen. Darüber hinaus sollte Mathematik stärker in dem kulturellen Rahmen betrachtet werden, in dem sich mathematische Forschung abspielt und mathematische Fragestellungen angesiedelt sind.[74] Marion Walter ist Ko-Autorin des Klassikers „Die Kunst der Problemstellung“ („The Art of Problem Posing“).[75] Die beiden Autoren betonen, dass das Buch zurückreicht auf ihre gemeinsamen Erfahrungen an der Harvard Graduate School of Education, die Mitte der 1960er Jahre begannen.[76]
- Thilde Weil (Thilde Fraenkel) wurde 1923 in Ulm geboren und besuchte von 1934 bis 1937 das Landschulheim in Herrlingen. Sie selbst stammte aus eher einfachen Verhältnissen und empfand den Umgang mit den überwiegend großstädtischen und gutbürgerlichen Mitschülern als Kulturschock – mit der Zeit aber auch anspornend.[77] In ihrem Bestreben, dazugehören zu wollen, hatte sie keine Probleme mit dem System des Kahal, dem sie als erstes gewähltes Mitglied angehörte. Sie sagt selbst, dass sie dort nie ein Wort zu den Diskussionen beigetragen hat, aber die Ehre, diesem Gremium anzugehören, war für sie sehr bedeutsam.[78]
 Einer ihrer Mitschüler war Ernst Fraenkel (siehe oben), den sie später heiratete. Im Gegensatz zu Ernst Fraenkel, der erst mit einem Kindertransport nach England kam, ging Thilde Weil von Herrlingen aus direkt nach England und besuchte dort bis 1942 die Bunce Court School. Im Anschluss daran absolvierte sie einen Lehrgang für Heilgymnastik und Massage.[23]
- Die Gebrüder Welkanoz
 Frieda (Freda) Welkanoz (* 6. Mai 1898, geborene Ries, † 2. Februar 1985 in Kfar Hanassi) lebte mit ihren drei Söhnen Josef (* 1922 † 21. März 1948 als Yosef Amit), Michael (* 1927) und Thomas (Tommy), später Tommy Amit (* 1929) in der Hönower Straße 41 in Berlin-Kaulsdorf.[79] 1934 zog die Mutter, die inzwischen geschieden worden war, mit den drei Jungen nach Herrlingen. Sie hatte sich für diesen Umzug nach Süddeutschland entschieden, weil ihren beiden älteren Söhnen der tägliche Weg von der Wohnung zu der von Paula Fürst geleiteten Theodor-Herzl-Schule zu weit geworden war. Im Januar 1934 hatte sie Hugo Rosenthal besucht und sich danach für das Landschulheim als Schule für ihre Söhne entschieden, da auch Thomas nun schulpflichtig geworden war.[80]
 Die drei Jungen besuchten von Anfang Mai 1934 an das Jüdische Landschulheim Herrlingen. Am 1. Januar 1938 reiste Josef Welkanoz nach Palästina aus, sein Bruder Michael folgte ihm im Oktober 1938.[81] Thomas Welkanoz ging Mitte Mai 1939 nach England, besuchte dort verschiedene Schulen und bereitete sich schließlich auf die Auswanderung nach Palästina vor, die 1947 erfolgte. Er war Mitbegründer des Kibbuz Kfar Hanassi[82] im nördlichen Galiläa, das 1948 von britischen Mitgliedern der zionistischen Jugendbewegung Habonim gegründet worden war, zu der neben Tommy Amit auch dessen Frau Marion gehörte.[83]
 Frieda Welkanoz arbeitete zunächst nahe Herrlingen als Heilpraktikerin, was ihr aber 1936 untersagt worden war. Eine neue Beschäftigung fand sie erst wieder nach der Eröffnung des Jüdischen Altersheims Herrlingen, wo sie als Krankenpflegerin arbeiten und auch wohnen konnte. Sie stellte 1940 einen Ausreiseantrag nach Palästina und reiste dann über Berlin nach Wien. Von hier reiste sie mit einem Donauschiff ins Schwarze Meer und erreichte schließlich am 1. November 1940 Palästina. Sie lebte später auch im Kibbuz Kfar Hanassi.[81]
 Tommy Amit arbeitete im Kibbuz und in der Industrie[23] und leitete als Amateur-Archäologe Ausgrabungen in der Umgebung von Kfar Hanassi.[84] 2002 musste er einen besonders schweren Schicksalsschlag ertragen. Seine Enkeltochter, die 25-jährige Moranne Amit, wurde Anfang Februar bei einem Spaziergang in Jerusalem von vier Palästinensern im Alter von 14 bis 16 Jahren niedergestochen und starb an den ihr zugefügten Verletzungen. Moranne Amit, die in Haifa Jura studierte, war im Kibbutz Kfar Hanasi geboren und aufgewachsen.[83]
 Tommy Amit lebte weiterhin in Kfar Hanasi. In den dortigen Village News finden sich immer wieder Hinweise auf Aktivitäten von ihm, letztmals am 3. April 2015, wo von einer Führung von ihm zu den historischen Gebäuden des Kibbuz berichtet wurde.[85]

## Die Holocaust-Opfer
Auf der Webseite Alemannia Judaica der Arbeitsgemeinschaft für die Erforschung der Geschichte der Juden im süddeutschen und angrenzenden Raum gibt es eine Unterseite zur Geschichte der jüdischen Einrichtungen in Herrlingen. Hier wird die Geschichte der Kinder- und Landschulheime der Familie Essinger dargestellt und in der Folge auch die Geschichte des Jüdischen Landschulheims und des Jüdischen Altersheims. Ohne erkennbare Unterscheidung zwischen dem Landschulheim unter der Leitung von Anna Essinger und dem Landschulheim unter der Leitung von Hugo Rosenthal wird dort – ohne Anspruch auf Vollständigkeit – auch an die Schüler erinnert, die der nationalsozialistischen Herrschaft zum Opfer gefallen sind. Die nachfolgenden Namen stammen von dieser Webseite, die biografischen Details sind dem Gedenkbuches – Opfer der Verfolgung der Juden unter der nationalsozialistischen Gewaltherrschaft in Deutschland 1933-1945 des Bundesarchivs entnommen.
- Kurt Bütow (* 2. August 1924 in Allenstein in Ostpreußen – † 11. Februar 1943 in Auschwitz), wohnhaft in Herrlingen und Berlin-Wilmersdorf. Er wurde am 29. Januar 1943 von Berlin aus nach Auschwitz deportiert.
- Dorothea Cohn (* 17. November 1904 in Gmünd in Württemberg als Dorothea Meth – † 19. Oktober 1944 in Auschwitz). Sie hat in Ulm, Baden-Baden und Heilbronn gewohnt und wurde am 22. August 1942 von Stuttgart aus ins Ghetto Theresienstadt deportiert, von wo aus sie nach Auschwitz kam. (Kein direkter Bezug zu Herrlingen ausgewiesen.)
- Karl Horst Frank (* 18. Juni 1925 in Würzburg – † 25. November 1941 Kowno/Fort IX). Seine Deportation nach Kowno erfolgte am 20. November 1941 ab München. (Kein direkter Bezug zu Herrlingen ausgewiesen.)
- Hans Günther Grünewald (* 28. Dezember 1919 in Düsseldorf – † 17. September 1941 im KZ Mauthausen). Er war in die Niederlande emigriert, wo er nach der deutschen Besetzung im Durchgangslager Westerbork inhaftiert und von dort aus im September 1941 nach Mauthausen deportiert wurde. (Kein direkter Bezug zu Herrlingen ausgewiesen.)
- Paul Hanau (* 23. Dezember 1921 in Neunkirchen (Saar)). Er war wohnhaft in Neunkirchen, Saarwellingen und Herrlingen und emigrierte 1935 nach Frankreich. Am 9. September 1942 wurde er vom Sammellager Drancy aus nach Auschwitz deportiert. Er wurde für tot erklärt.
- Heinz Ludwig Herrmann (* 24. September 1928 in Königsberg in Ostpreußen). Er war wohnhaft in Berlin-Neukölln, Herrlingen und Königsberg und wurde im September 1942 an einen unbekannten Ort deportiert und später für tot erklärt.
- Hilde Kurniker (* 18. Mai 1921, geborene Prinz). Für sie wird Herrlingen als Wohnort genannt. Ihre Deportation erfolgte am 26. August 1943 nach Auschwitz, wo sie vermutlich den Tod fand.
- Lisbeth (Elisabeth) Lefkovits (* 15. Juni 1922 in Schweinfurt). Sie wohnte in Schweinfurt und Herrlingen und wurde am 25. April 1942 von Würzburg aus nach Krasnystaw deportiert. Ihr weiteres Schicksal ist ungeklärt, sie wurde für tot erklärt.
- Lisbeth Mayer (* 31. Mai 1912 in Worms – † 7. April 1943 im Vernichtungslager Belzec). Sie wurde am 25. März 1942 aus Mainz oder Darmstadt ins Ghetto Piaski deportiert, von wo aus sie nach Belzec gebracht wurde. (Kein direkter Bezug zu Herrlingen ausgewiesen.)
- Die Geschwister Marx
  - Ernst Marx (* 9. August 1920 in Frankfurt am Main). Als Wohnorte werden Frankfurt, Herrlingen und Berlin-Wilmersdorf genannt. Er wurde am 29. November 1942 von Berlin aus nach Auschwitz deportiert.
  - Klara (Klärle) Marx (* 26. Juni 1924 in Frankfurt am Main). Wie bei ihrem Bruder werden Frankfurt, Herrlingen und Berlin-Wilmersdorf als Wohnorte genannt. Auch die Deportationsdaten sind identisch.
- Rolf Rosenfeld (* 21. Januar 1929 in Frankfurt am Main). Als Wohnorte werden Dellmensingen im Alb-Donau-Kreis genannt und Eschenau (möglicherweise Eschenau (Obersulm)). Er wurde von Stuttgart aus am 22. August 1942 ins Ghetto Theresienstadt deportiert, und von da aus am 29. Januar 1943 nach Auschwitz. Rosenfeld wurde für tot erklärt. (Kein direkter Bezug zu Herrlingen ausgewiesen.)
- Georg Rosenthal (* 2. Oktober 1919 in Berlin – † 11. September 1941 vermutlich im KZ Mauthausen). Herrlingen ist als Wohnort vermerkt, und die Deportation ins KZ Mauthausen.
- Inge Rothschild (* 16. März 1924 in Barmen-Elberfeld). Sie hat in Herrlingen gewohnt und konnte nach Belgien emigrieren. Nach der deutschen Besetzung erfolgte am 8. September 1942 vom SS-Sammellager Mechelen aus ihre Deportation nach Auschwitz.
- Ruth Schwarzschild (* 6. September 1919 in Bad König – † 19. November 1943 in Auschwitz). Sie wohnte in Bad König, Frankfurt am Main und in Ellguth-Steinau (Landwerk), wo mit vermutlich Ellguth bei Steinau in Oberschlesien gemeint ist, wo sich eine Hachschara-Ausbildungsstätte der Hechaluz für Landwirtschaft und Gärtnerei befand.[87] Ruth Schwarzschild konnte in die Niederlande emigrieren, wurde aber hier verhaftet und am 16. November 1943 vom Durchgangslager Westerbork aus nach Auschwitz deportiert, wo sie vermutlich gleich nach ihrer Ankunft ermordet wurde (sie wurde für tot erklärt). (Kein direkter Bezug zu Herrlingen ausgewiesen.)
- Die Familie Sundheimer (siehe oben Julius Sundheimer bei den Lehrerbiografien).